# Волость

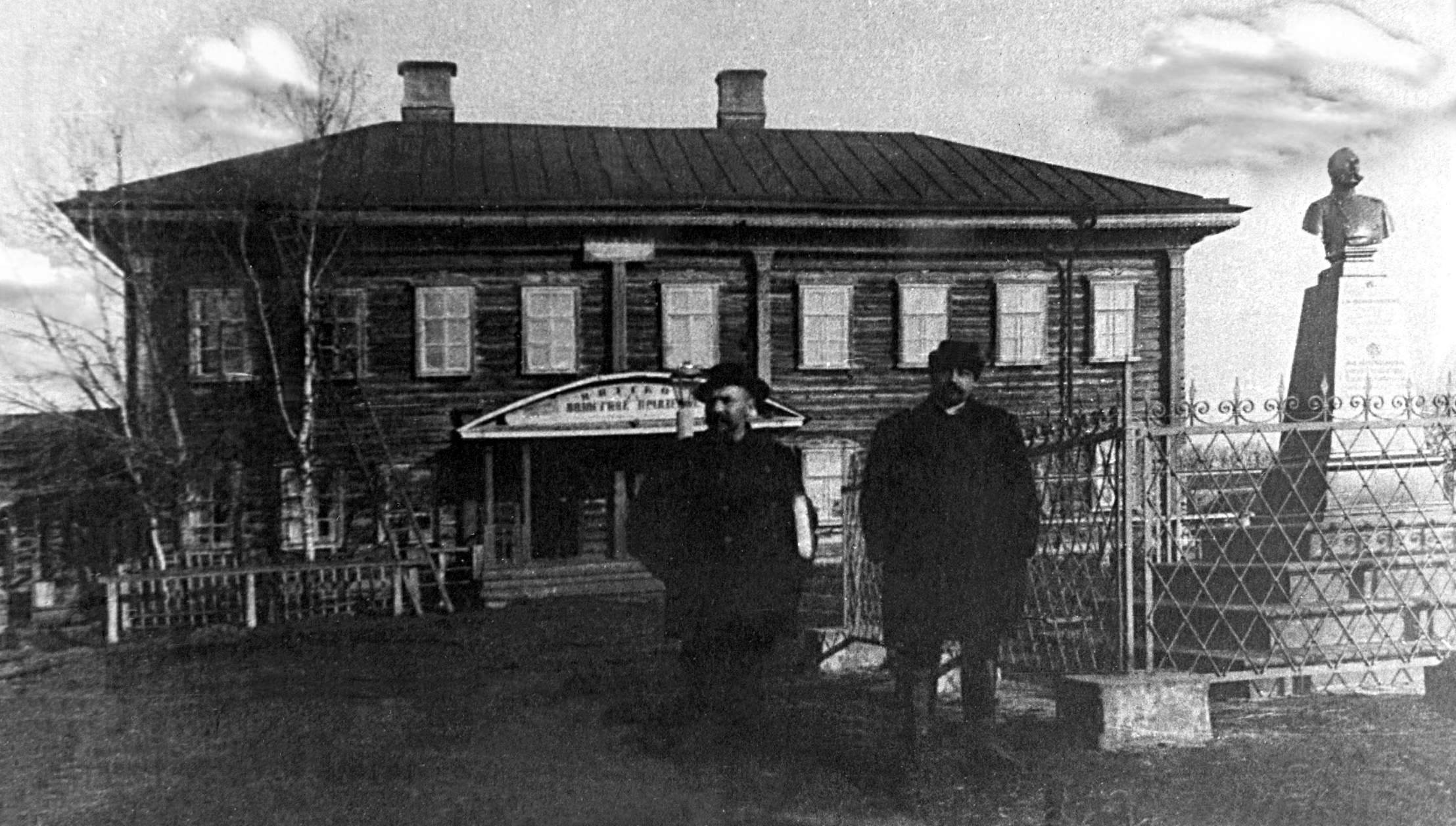
Здание волостного правления в селе Вятское Даниловского уезда Ярославской губ. (1900-е гг.) Справа ― бюст российского императора Александра II

Во́лость — нижняя единица административно-территориального деления на Руси, в Великом княжестве Литовском, Российской империи, Российской Федерации и Эстонской республике.
С 1797 года в России волости включали в себя поселения казённых крестьян; после реформы 1861 года волости были образованы также для бывших владельческих и удельных крестьян. В СССР волости были упразднены в ходе административно-территориальной реформы 1923—1929 годов: уездно-волостное деление было заменено районным. В настоящее время[какое?] в ряде[каком?] регионов России волостями называются сельские поселения.

## Этимология
В др.-рус. волость «область, территория, государство, власть» происходит от др.-рус. володе́ти.

## История
В Древней Руси волость — крупная территория, имевшая столичный город и своего местного князя; позже (с XIV века) небольшая сельская территория, подчинённая городу.

Не вдаваясь в критику выставленных нашей исторической наукой положений, можно с достоверностью лишь сказать, что «волость» является понятием более древним, нежели распространившееся позднее понятие «стан»…
… не подлежит сомнению факт вытеснения волости станом и переименование многих волостей в станы, наблюдаемый в течение XV, XVI и XVII столетий.— Готье Ю. В.
По мнению А. А. Горского, первоначально территориальное ядро того или иного княжества — городской уезд — разделялось на станы и пути. Термин «волость» же с XIII—XIV веков применялся к сельским податным округам на окраинах княжеств. Помимо этого, волостями иногда называли частные земельные владения. В XV—XVI веках терминология неустойчива, например, Кинельский, Кистемский и некоторые другие станы в более ранних документах называются волостями. Однако большинство волостей никогда не называется станами. Ю. Г. Алексеев полагает, что в XV—XVI веках стан мог состоять из нескольких волостей, в других случаях — не делился на волости. Изредка волости сами делились на станы. Так же обстояли дела и в XVII — середине XVIII века: к примеру, в Каргопольском и Белозерском уездах волости входили в станы, а в Великоустюжском — станы в волости. Центром волости обычно выступало большое село.
В XV веке должностными лицами в волостях служили старосты, сотские и десятские. Помимо прочего, в число их обязанностей входило устроение тягла. Староста и сотский — власти, стоящие над «чёрными людьми» княжеских духовных и договорных грамот и «волостными христианами». Дворский — власть, стоящая над слугами великого князя на земле, защищающая особые интересы князя в волости.
В XVI—XVIII веках несколько волостей и (или) станов (включая город или село как центр) были объединены в уезды. При этом уже во второй половине XVII века внутреннее деление уездов перестало иметь какое-либо административное и фискальное значение. В XVI—XVII веках происходило объединение уездов в большие административные единицы — разряды, которые стали промежуточным звеном между центральной властью и уездами и подготовили создание в начале XVIII века крупных административных единиц — губерний. Уже 18 декабря 1708 года Указом об учреждении губерний Петра I было образовано 8 губерний с входящими в них уездами.

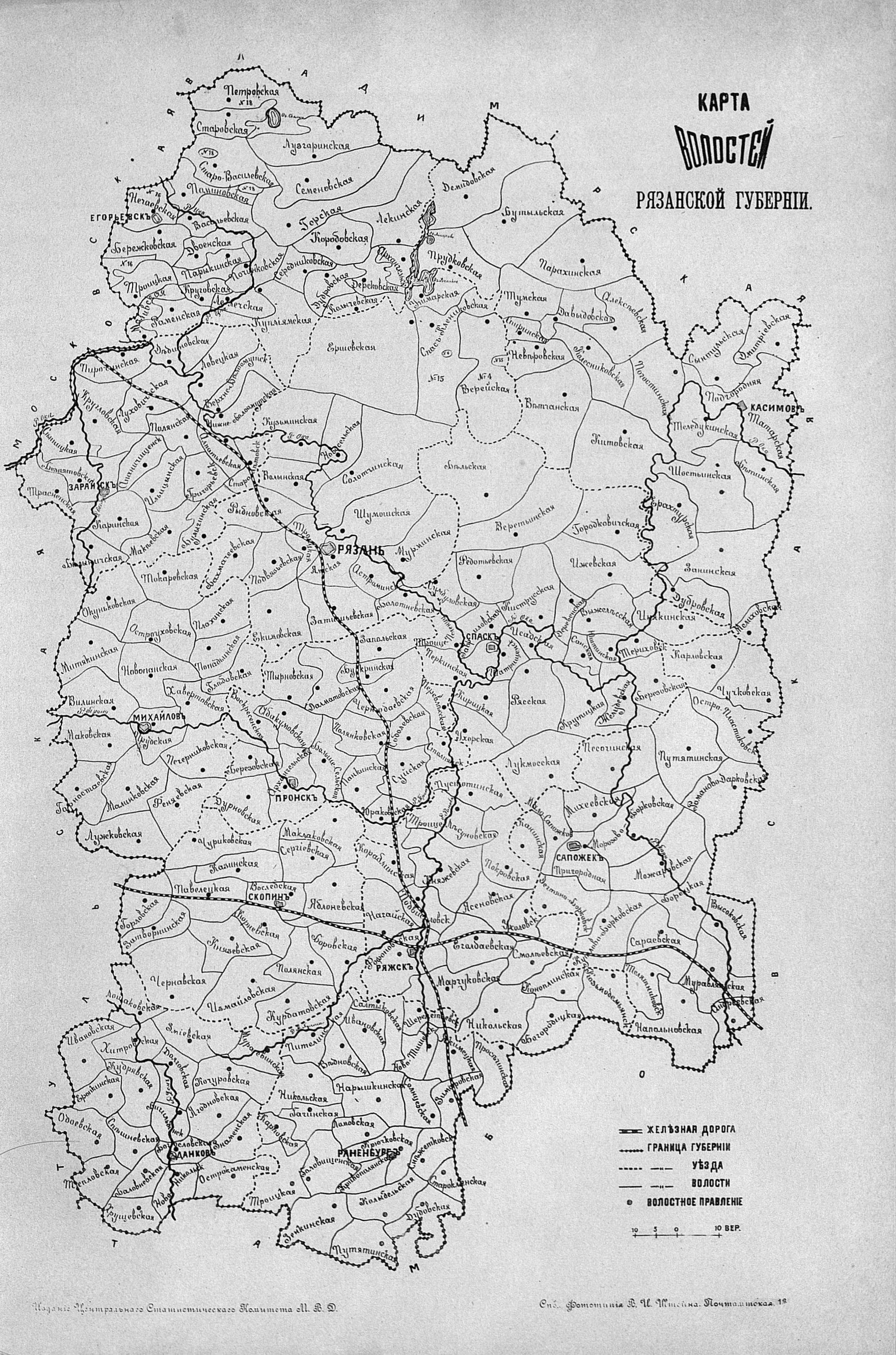
Карта волостей Рязанской губернии

Позднее, в правление Екатерины II, количество губерний увеличилось. Они также были разделены на уезды — низшие административные, судебные и фискальные единицы в Российской империи (с 1775 года), просуществовавшие также в РСФСР и СССР до 1929 года. При Павле I продолжается унификация административно-территориального деления — для управления государственными крестьянами утверждены казённые волости. Таким образом, впервые в России сложилась единая система «губерния — уезд — волость» (для казённых крестьян) и «губерния — уезд — помещичье имение» (для владельческих крестьян). В 1837—1841 годах в ходе реформы Киселёва казённые волости были разделены на сельские общества. После реформы 1861 года деление на волости и сельские общества было распространено на бывших владельческих крестьян.
Волости создавались из состоящих в одном уезде смежных сельских общин. Минимальное число жителей волости около 300 душ мужского пола, максимальное около 2000 душ мужского пола. Наибольшее расстояние от центра управления волостью до её крайних населённых пунктов полагалось около 12 вёрст (с разрешения губернаторов разрешались отступления от этого числа). С 1861 года было принято постановление о том, чтобы при организации волостей принималось во внимание уже имеющееся разделение на церковные приходы, то есть из каждого прихода образуется волость. При малочисленности прихода в волость соединялись 2 или более прихода, при этом приходы по возможности не раздроблялись.
В настоящее время[какое?] в ряде регионов России волостями называются сельские поселения.

## Структура
Согласно «Общему положению о крестьянах, вышедших из крепостной зависимости» волость являлась низшей административной единицей крестьянского самоуправления, образуемой из смежных сельских обществ, с численностью населения от 300 до 2000 ревизских душ мужского пола.

Волость есть единица, соединённая для управления и суда из смежных сельских обществ, состоящих в одном уезде— «Алфавитное пособие для земских начальников…». — СПб., 1894. — С. 23
Удаление селений волости от «средоточия управления» (местонахождения волостных органов) не должно было превышать 12 вёрст. При первоначальном образовании волостей за основу было принято разделение на приходы.
Каждое сельское общество имело сельский сход, выбиравший сельских должностных лиц (сельского старосту, сборщика податей, сотских, десятских) и разрешавший некоторые поземельные дела (например, переделы общинных земель), раскладку налогов, мелкие полицейские дела. Гораздо большее значение имело волостное сословное крестьянское звено — волостной сход.
Волостное управление на основании Общего положения о крестьянах 1861 года составляли:
1. Волостной сход;
2. Волостной старшина с волостным правлением;
3. Волостной крестьянский суд.

Все эти крестьянские учреждения находились под управлением системы органов правительственно-дворянского надзора:
| Год  | Участок                      | Уезд                                      | Губерния                                     |
| ---- | ---------------------------- | ----------------------------------------- | -------------------------------------------- |
| 1861 | Мировой посредник            | Уездный съезд мировых посредников         | Губернское по крестьянским делам присутствие |
| 1874 |                              | Уездное по крестьянским делам присутствие | Губернское по крестьянским делам присутствие |
| 1889 | Земский участковый начальник | Уездный съезд                             | Губернское присутствие                       |

### Волостной сход
Состоял из выборных сельских и волостных должностных лиц (волостного старшины, сельских старост, помощников старшины, сборщиков податей, заседателей волостных правлений и судей волостных судов) и из крестьян, избираемых от каждого селения или посёлка, принадлежащего к волости, по одному от каждых десяти дворов.
Ведению схода подлежали: выборы волостных должностных лиц, все хозяйственные и общественные дела волости, меры общественного призрения, учреждение волостных училищ, распоряжения по волостным магазинам, принесение жалоб по делам волости и выдача доверенностей на ведение дел, раскладка волостных сборов, проверка и учёт дел по отправлению воинской повинности, утверждение приговоров сельских сходов.

### Волостной старшина
Избирался волостным сходом на три года из крестьян, утверждался в должности и подчинялся с 1861 года мировому посреднику, с 1874 года — уездному по крестьянским делам присутствия, а с 1889 по 1917 год — земскому начальнику. Окончательное удаление его от должности зависело от уездного съезда.
Волостной старшина отвечал за сохранение «общего порядка и спокойствия» в волости, доводил до населения законы и распоряжения правительства, наблюдал за исполнением паспортных правил и судебных приговоров, принимал меры к поимке преступников. Кроме полицейских, на нём лежали и административные обязанности — он созывал и распускал волостной сход, приводил в исполнение его приговоры, наблюдал за исправным содержанием дорог, за отбыванием повинностей, заведовал волостными суммами.

### Волостное правление
Состояло из старшины, всех сельских старост или помощников старшины, сборщиков податей, там, где они были, одного-двух заседателей и писаря. Обязательным в волостном правлении было присутствие только старшины и писаря. Писарь назначался мировым посредником, а впоследствии — земским начальником и играл в волостном правлении немаловажную роль.
Волостное правление имело характер контрольно-совещательного учреждения для некоторых административных дел, подлежащих коллегиальному обсуждению и сопряжённых с материальной ответственностью. В его деятельности сочетались элементы административного управления и сословного самоуправления, и оно вело довольно значительное делопроизводство.
Волостные правления были ликвидированы постановлением Совнаркома РСФСР от 30 декабря 1917 года «Об органах местного самоуправления».

### Волостной суд
Представлял собой коллегию из 4—12 судей, выбираемых ежегодно сельскими сходами. Этот сословный крестьянский суд рассматривал споры и тяжбы между крестьянами (если сумма иска не превышала 100 рублей, в 1889 году сумма была повышена до 300 рублей), а также мелкие уголовные проступки.

## Национальные волости

### Российская империя
В Российской империи существовали, так называемые, «национальные волости» (инородческие). Такие волости существовали в Сибири (Тобольская губерния, Забайкальская область и другие). Назывались по национальности коренного населения: татар, бурят, остяков, самоедов, бухарцев, киргизов и др., которые составляли, практически, до 100 % населения волости. Так в Тарском уезде Тобольской губернии существовали: одна Бухарская волость, четыре татарские, одна финская. В XIX веке была ликвидирована Остяцкая волость. В Казахстане большинство волостей составляли киргизские волости (Зерендинская киргизская волость, Кара-Агачская киргизская волость, Кенгирская киргизская волость).

### Российская Федерация
С 1994 по 2005 годы в Республике Карелия существовала Вепсская национальная волость на правах муниципального района, а также с 1993 по 2004 годы — волости в Олонецком районе Карелии.